# Wolfgang Nonn
Wolfgang Nonn (Mülheim an der Ruhr, 1935. november 24. – Mülheim an der Ruhr, 1959. augusztus 26.) olimpiai bronzérmes német gyeplabdázó.

## Pályafutása
1956-ban Melbourne-ben az Egyesült Német Csapat tagjaként bronzérmet szerzett a válogatottal. Klubcsapatával az Uhlenhorst Mülheimmel négyszer nyerte meg a nyugatnémet bajnokságot (1954, 1955, 1957, 1958)
Testvére Helmut Nonn szintén válogatott gyeplabdázó volt.
1959. augusztus 26-án vakbélműtét utáni komplikáció következtében hunyt el.

## Sikerei, díjai
- Olimpiai játékok
  - bronzérmes: 1956, Melbourne